# The Chemicals Between Us
The Chemicals Between Us è un singolo del gruppo rock britannico Bush, pubblicato nel 1999 ed estratto dall'album The Science of Things.

## Tracce
- CD (UK)

1. The Chemicals Between Us – 3:37
2. Homebody – 4:22
3. Letting the Cables Sleep (Original Demo) – 4:36

## Video
Il videoclip della canzone è stato diretto da Stéphane Sednaoui.